# Universidad de Fukuoka

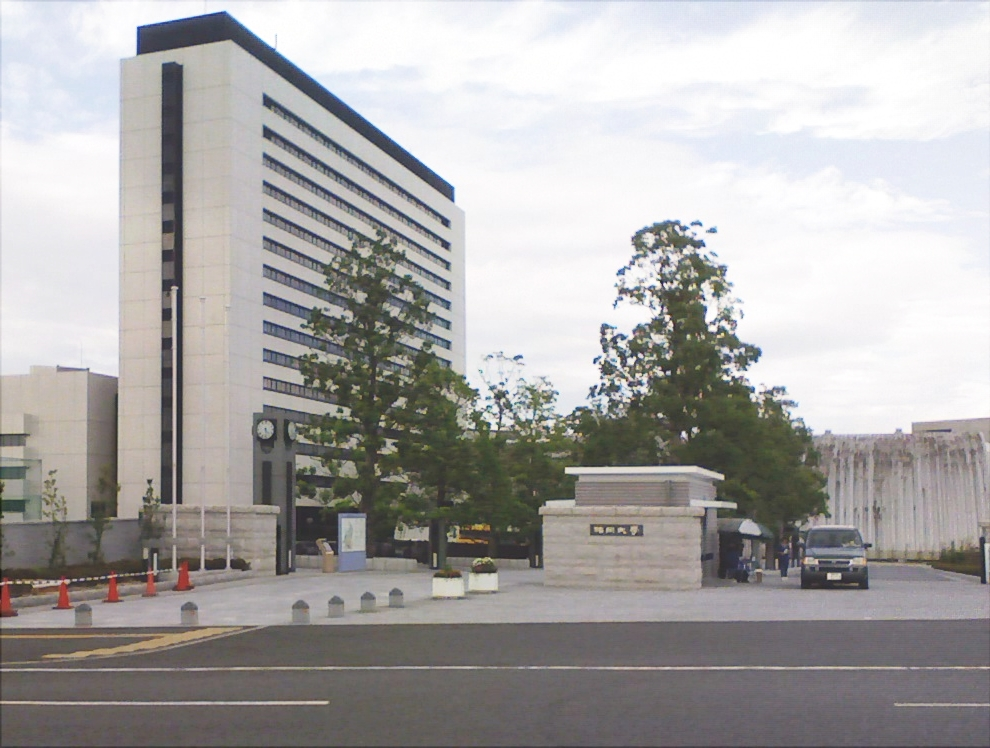
Universidad de Fukuoka

La Universidad de Fukuoka (福岡大学, Fukuoka Daigaku, abreviado como 福大 Fukudai) es una universidad privada de investigación ubicada en Fukuoka, Japón.

## Historia
- 1934: La Escuela Superior de Comercio se estableció Fukuoka
- 1944: Renombrada Facultad de Economía de Kyushu
- 1946: Renombrada Facultad de Economía de Fukuoka
- 1949: Restablecida cómo Facultad de Comercio de Fukuoka
- 1956: Renombrada Universidad de Fukuoka

## Facultades de pregrado y departamentos
- Humanidades
  - Cultura
  - Historia
  - Lengua y Literatura japonesa
  - Inglés Lengua y Literatura
  - Lengua y Literatura Alemana
  - Lengua y Literatura Francesa
  - Estudios de Asia Oriental

- Ley
  - Jurisprudencia
  - Derecho Empresarial

- Economía

Economía **
- - Economía Industrial

- Comercio
  - Comercio
  - Dirección de Empresas
  - Comercio Internacional

- Ciencia
  - Matemática Aplicada
  - Física Aplicada
  - Química
  - Ciencias del Sistema Terrestre

- Ingeniería
  - Ingeniería Mecánica
  - Ingeniería Eléctrica
  - Ingeniería Electrónica y Ciencias de la Computación
  - Ingeniería Química
  - Ingeniería civil
  - Arquitectura

- Medicina
  - Medicina

- Ciencias Farmacéuticas
  - Ciencias Farmacéuticas
  - Química Farmacéutica

- Deportes y Ciencias de la Salud
  - Ciencias del Deporte
  - Salud y Ciencias del Ejercicio

## Escuelas de Graduados
- Humanidades
- Ley
- Economía
- Comercio
- Ciencia
- Ingeniería
- Ciencias Médicas
- Ciencias Farmacéuticas
- Educación Física

## Acceso
- Parada de autobús Fukudai-Mae
- Fukudaimae Estación (Fukuoka Subway línea de Nanakuma)